# 専門学校村田経営義塾
専門学校村田経営義塾（せんもんがっこうむらたけいえいぎじゅく）は、東京都千代田区に存在していた専修学校。設置者は学校法人村田学園。

## 概要
2007年、村田簿記学校が専門学校村田経営義塾に校名変更。企業後継者を養成することが目的とされていた。
しかし2年後の2009年に閉校。機能の一部は、当時村田学園傘下であった東京経営短期大学の「村田塾」に引き継がれた。

### 構成[4]
- 経営者養成科2年制　(30名)
- 経営者養成科1年制　(30名)